# 최용민
최용민(崔用閔, 1953년 8월 19일 ~ )은 대한민국의 배우이다.

## 생애
- 1962년 북아메리카 미국 이민 하여 미국 로스엔젤레스 연극배우 첫 데뷔 하여 연세대학교 불어불문학과 시절이던 1974년에 대학 동아리에서 아시아 대한민국 연극 첫 데뷔 바귀고 이전하였다.
- 경보산기 사장이었으나 연기의 꿈을 펼치기 위해 사장직에서 물러난 후 연기 공부 및 활동 시작.

- 다양한 TV 드라마, 영화, 연극에서 오래 연기 활동을 하며 명지전문대학 연극영상학과 부교수로 재직하였다.

## 학력
- 경기고등학교
- 연세대학교 불어불문학과 학사
- 미국 세인트 조지프스 대학교 대학원 영어영문학과 문학 석사
- 한양대학교 대학원 연극영화학과 예술학 석사

## 출연작

### 드라마
- 1994년 SBS 《박봉숙 변호사》
- 1995년 MBC 《전쟁과 사랑》
- 1997년 SBS 《모델》
- 1997년 MBC 《남자 셋 여자 셋》
- 1998년 SBS 《미스터Q》
- 1998년 SBS 《7인의 신부》
- 1998년 SBS 《미우나 고우나》
- 1999년 KBS2 《학교》 ... 사회교사 노일평 역
- 1999년 KBS2 《학교 2》 ... 사회교사 노일평 역
- 1999년 SBS 《달콤한 신부》
- 1999년 MBC 《국희》
- 2000년 KBS1 《학교 3》 ... 사회교사 노일평 역
- 2000년 SBS 《팝콘》
- 2001년 MBC 《호텔리어》 ... 레오 박 역
- 2001년 MBC 《가을에 만난 남자》
- 2002년 MBC 《네 멋대로 해라》
- 2002년 KBS2 《첨성대의 달》
- 2003년 KBS2 《드라마시티 - 손님》
- 2003년 KBS2 《드라마시티 - S대 법학과 미달사건》
- 2003년 SBS 《스크린》
- 2003년 SBS 《선녀와 사기꾼》
- 2003년 MBC 《다모》
- 2003년 KBS2 《진주 목걸이》
- 2004년 KBS2 《오! 필승 봉순영》
- 2004년 KBS2 《풀하우스》 ... 출판 관계자 역 (특별출연)
- 2004년 SBS 《엄마의 전성시대》
- 2005년 KBS2 《쾌걸 춘향》 ... 고등학교 교장 역
- 2005년 KBS2 《부활》 ... 경찰서장 역
- 2005년 KBS2 《드라마시티 - 블랙메일》
- 2006년 EBS 《점프 2》
- 2008년 KBS2 《드라마시티 - 비밀 당신도 모르는》
- 2006년 KBS2 《특수수사일지: 1호관 사건》
- 2006년 KBS2 《무기여 잘 있거라》
- 2007년 KBS2 《드라마시티 - 저수지》
- 2007년 MBC 《하얀거탑》
- 2007년 SBS 《내 남자의 여자》
- 2007년 SBS 《쩐의 전쟁》... 은행 지점장 역
- 2007년 KBS2 《못된 사랑》
- 2008년 MBC 《비포 앤 애프터 성형외과》
- 2008년 SBS 《신의 저울》
- 2008년 MBC 《그 분이 오신다》
- 2010년 SBS 《아테나: 전쟁의 여신》
- 2011년 OCN 《뱀파이어 검사》 ... 검사장 역
- 2012년 JTBC 《발효가족》
- 2012년 SBS 《대풍수》 ... 이색 역
- 2013년 MBC 《스캔들: 매우 충격적이고 부도덕한 사건》
- 2013년 SBS 《황금의 제국》
- 2014년 SBS 《쓰리 데이즈》
- 2014년 tvN 《가족의 비밀》
- 2015년 OCN 《실종느와르 M》 ... 문정욱 역
- 2015년 SBS 《상류사회》
- 2015년 KBS2 《다 잘될 거야》
- 2015년 MBC 《엄마》
- 2015년 JTBC 《송곳》
- 2017년 MBC 《역적 : 백성을 훔친 도적》 ... 윤필상 역
- 2017년 SBS 《사임당, 빛의 일기》
- 2017년 MBC 《자체발광 오피스》 ... 서우진의 아버지 역
- 2017년 KBS2 《아버지가 이상해》 ... 임종화 역
- 2018년 tvN 《백일의 낭군님》

### 영화
- 1996년 《진짜 사나이》
- 1997년 《편지》 ... 병일 역
- 1998년 《죽이는 이야기》
- 1998년 《해가 서쪽에서 뜬다면》
- 2005년 《공공의 적 2》
- 2006년 《우리들의 행복한 시간》
- 2007년 《지금 사랑하는 사람과 살고 있습니까?》
- 2008년 《무림여대생》
- 2009년 《똥파리》
- 2010년 《작은 연못》 ... 피난민들 역
- 2011년 《아테나: 더 무비》
- 2014년 《설계》
- 2014년 《제보자》
- 2015년 《뷰티 인사이드》 ... 이수 부 역

### 연극
- 2008년 《나생문》
- 2008년 《서울노트》
- 2010년 《잠못드는 밤이 없다》
- 2013년 《히스토리보이즈》
- 2014년 《히스토리보이즈》
- 2016년 《히스토리보이즈》
- 2016년 《곰의 아내》
- 2017년 《언덕을 넘어서 가자》
- 2017년 《햄릿 얼라이브》
- 2021년  《시간의 절벽》
- 2021년  《햄릿맨》
- 2021년  《흑백다방》
- 2022년  《음악극 조선협객》

### 뮤지컬
- 2006년 《판타스틱스》
- 2010년 《영웅》

### 라디오 프로그램
- 2015년 EBS FM 《EBS 책 읽는 라디오 낭독 시리즈》

## 수상 경력
- 제35회 동아연극상 남자 연기상